# Burda-Preis für Bildende Kunst
Der Burda-Preis für Bildende Kunst als Kunstpreis wurde von Franz Burda gestiftet und in München im Haus der Kunst verliehen.
Der Kunstpreis wurde für die Sparten Malerei, Grafik und Plastik vergeben und war mit 10.000 DM dotiert.

## Preisträger
- 1958 Burda-Preis für Grafik Wolfgang Gäfgen[1]
- 1963 Burda-Preis für Malerei Walter Raum
- 1963 Maria Caspar-Filser[2]
- 1964 Burda-Preis für Grafik Richard Oelze[3]
- 1965 Burda-Preis für Grafik Hans Theo Richter[4], 2. Preis Lothar Quinte
- 1966 Willi Sitte[5], Burda-Preis für Grafik Gerhard Altenbourg, Burda-Preis für Plastik Erich Hauser[6], Burda-Preis für Malerei Karl Plattner[7]
- 1967 Rudolf Hausner[8] für das Laokoon-Bild[9], Günter Fruhtrunk[10], Burda-Preis für Plastik Horst Egon Kalinowski
- 1968 Lambert Maria Wintersberger, Rupprecht Geiger